# Gut Wulksfelde

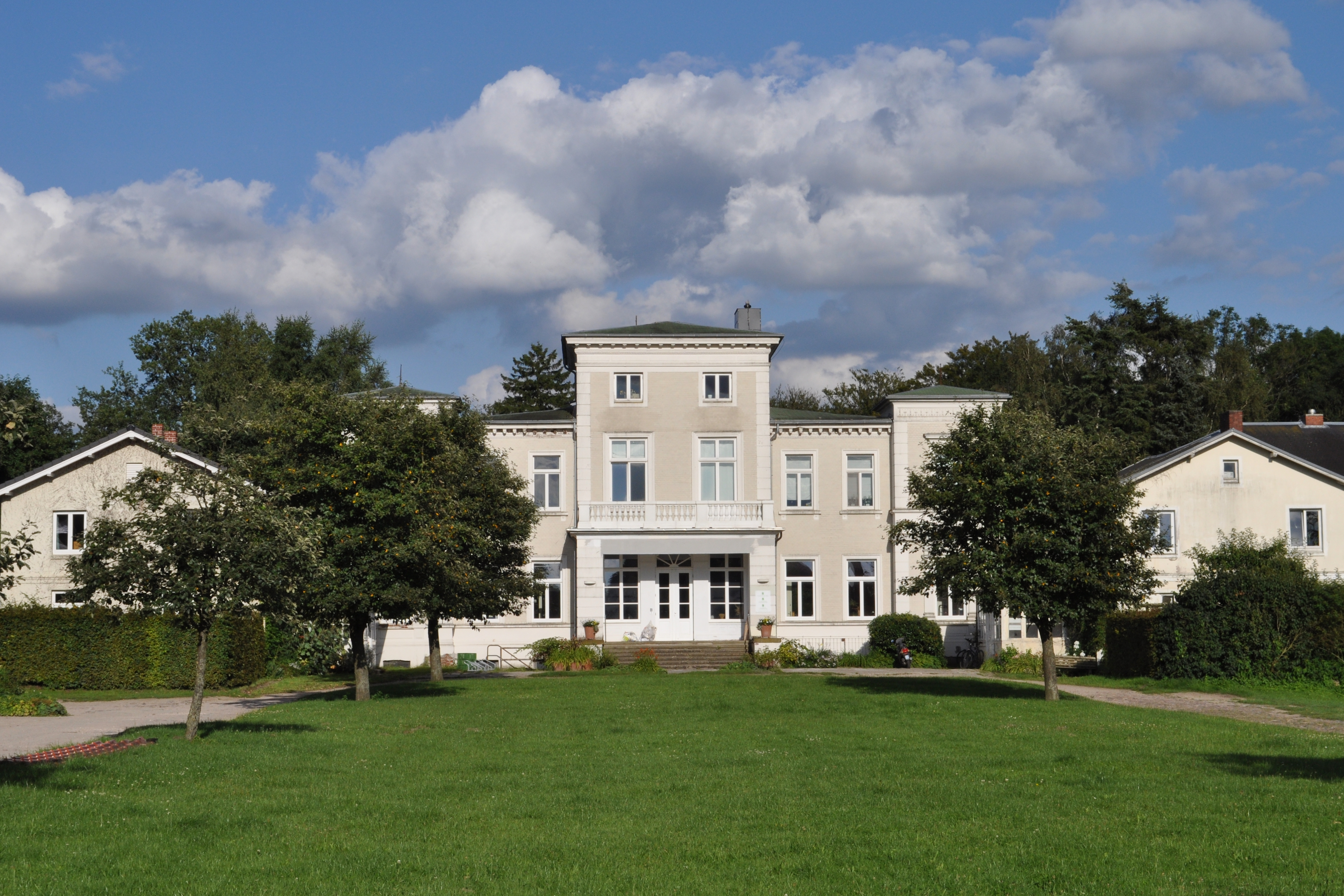
Gutshaus Wulksfelde

Das Gut Wulksfelde ist ein ehemaliger adliger Gutshof in Tangstedt, Kreis Stormarn, der heute als Bioland Betrieb „Gut Wulksfelde GmbH“ bewirtschaftet wird. Er gilt als größter Biobauernhof der Region Hamburg.

## Geschichte

### Spätmittelalter
Erste urkundliche Erwähnung findet Wulksfelde als Bauerndorf um 1330 im Besitzverzeichnis des Hamburger Domkapitel. Es bestand zu diesem Zeitpunkt aus vier Hufen und fünf Katenstellen. Der Ortsname bedeutet „Zum Feld des Wulk, Wolf“.
Im nachfolgenden Jahrzehnt wurde das Dorf mehrfach verwüstet und wieder aufgebaut. 1342 wurde es im Zuge der Domkapitelsfehde von Truppen des Hamburger Rates nächtens niedergebrannt und 1345 von Niederadligen geplündert.

### Neuzeit

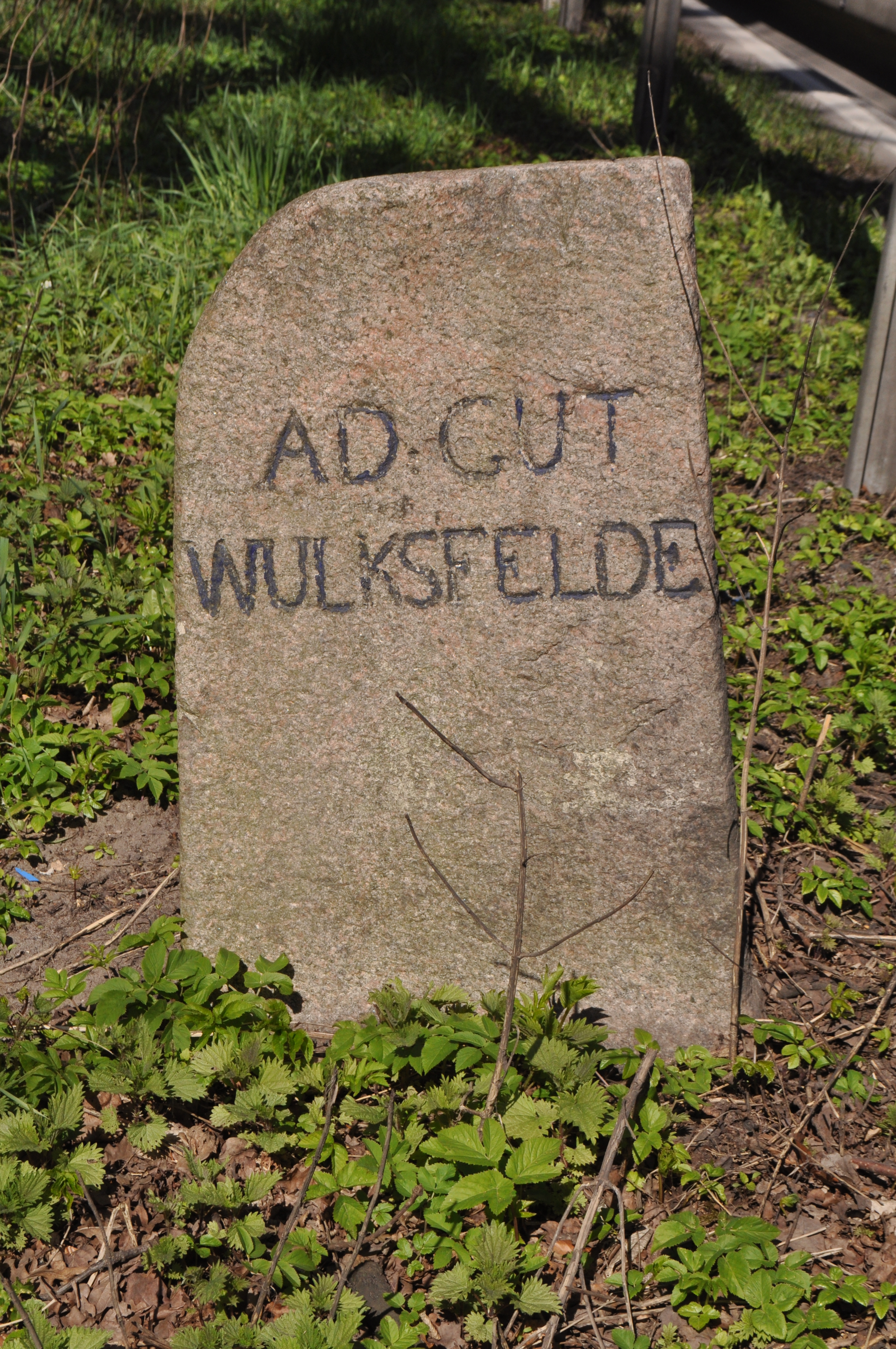
Grenzstein des ehem. Adligen Gutes

Als Folge der Reformation und dem damit einhergehenden schwindenden Einfluss und wachsenden Finanznöten des Hamburger Domkapitel sah dieses sich gezwungen, seine Dörfer zu veräußern. 1537 erwarb Marquard von Buchwaldt, der Gutsherr des Adligen Gutes Borstel das Dorf Wulksfelde. Durch Erbteilung unter den vier Söhnen seines Nachfahren Jasper von Buchwaldt wurde es am 6. Dezember 1588 durch das als „Brüdervergleich“ bekanntgeworden Ereignis, der Teilung des Gutes Borstel in zwei Hälften, dem neu entstandenen Adligen Gut Jersbek zugesprochen und verblieb zunächst in dessen Besitz.
Etwa 80 Jahre später wurde 1662 das Bauerndorf von Hans Aldolph von Buchwaldt, dem damaligen Gutsherren Jersbeks, endgültig gelegt (= abgerissen). Er ließ an dessen Stelle einen Meierhof errichten, den er nach wenigen Jahren an seinen Bruder verpachtete. Dieser wurde vom Dänischen König wegen Unterschlagung von Steuern und Abgaben zu einer empfindlichen Geldstrafe verurteilt. Über die nächsten rund 100 Jahre wechselten die Pächter mehrfach, bis der Meierhof schließlich 1771 in Kiel versteigert wurde. Im Zuge der Versteigerung nahm man das Gut in die große Landesmatrikel auf. Damit wurde aus dem Meierhof des Gutes Jersbek das eigenständige und mit weiteren Privilegien ausgestattete Adlige Gut Wulksfelde.
Neuer Eigentümer wurde Justus Hermann Schaeffer, der kurze Zeit nach dem Erwerb mit seinem Jersbeker Nachbarn Baron von Oberg in einen Grenzstreit geriet. Infolgedessen wurde ein Teil von Wiemerskamp dem Gut Jersbek zugesprochen. Ehlersberg ging mit „…den jährlichen Abgiften und Diensten der Unterthanen…“ an Wulksfelde.
Neuer Pächter wurde Schaeffers Schwiegersohn Christian Friedrich Laage, dem neben seiner elf ehelichen Kinder auch drei unehelich gezeugte Nachfahren nachgesagt wurden. Im Rahmen einer Mordanschuldigung wurde ihm 1786 in Glückstadt der Prozess gemacht. Da ihm die Tat aber nicht nachgewiesen werden konnte, kam er nach einem Jahr wieder frei. In der Erbfolge wurde er jedoch übergangen, so dass der Hof nach dem Tod Schaeffers an die elf Kinder Laages ging, der bis zur Volljährigkeit des ältesten Sohnes Johann Christian Laage aber weiterhin als Verwalter auftrat. Als Erbe des Hofes musste Johann Christian Laage seinen Geschwistern einen Erbteil auszahlen. Dadurch verschuldete er sich so hoch, dass er den Hof 1796 an Jacob Friedrich David von Fürstenau verkaufte.

### Industrialisierung
Mit Fürstenau begann im Zuge der Industrialisierung die Phase der erweiterten oder unternehmerischen Nutzung des Gutes, das nun nicht mehr allein landwirtschaftlich ausgerichtet war. Er verlegte seine Kattun(=Baumwoll)druckerei von Wandsbek (heute Hamburg) nach Wulksfelde. In der Fabrik waren 90 Mitarbeiter beschäftigt, ein Drittel davon waren Kinder, denen dadurch eine Schulausbildung verwehrt blieb. Die Fabrik wurde bis zu Fürstenaus Tod im Jahre 1817 fortgeführt.
Anfang 1805 endete in Holstein das System der Leibeigenschaft. Bis dahin waren die Einwohner Wulksfeldes, Wiemerskamps, Rethfurts und Rades Leibeigene des Gutsherrn von Wulksfelde. Sie mussten Abgaben und Dienste leisten und waren der Gerichtsbarkeit des Gutsherren unterstellt, genossen aber auch eine Fürsorgepflicht in Falle von Invalidität. Dennoch hatte das Gut bis ins Jahr 1866 ein eigenes Gericht und ein eigenes Gefängnis. An Stelle der Leibeigenen traten bezahlte Landarbeiter, die angeworben werden mussten. Außerdem mussten für sie eigens neue Unterkünfte errichtet werden, da sie nicht wie zuvor ausschließlich aus den umliegenden Dörfern stammten.
Mit Fürstenaus Tod wurde die Kattundruckerei geschlossen und das Gut an den Unternehmer Georg Christian Uhrlaub verkauft. Mit ihm setzt sich die industrielle Ausrichtung des Gutes fort. Er errichtete eine Brauerei, eine Schnapsbrennerei, eine Korbflechterei, eine Kistenmacherei und eine der ersten Glashütten Holsteins. Die nahegelegene Alster war dabei ein kräftesparender Transportweg, auf dem einerseits Rohstoffe aus Hamburg nach Wulksfelde gelangten und auf der anderen Seite die dort hergestellten Produkte in die Hansestadt transportiert wurden. 1846 war Wulksfelde einer der geschäftigsten Orte Schleswig-Holsteins. Sein bekanntestes Produkt war der „Genever“, ein Schnaps, der aus Kartoffeln und Getreide gebrannt und über Hamburg bis nach Afrika exportiert wurde. Aber auch Getränkeflaschen, Gläser, Retorten und Glaswaren für den medizinischen Gebrauch wurden produziert.
Uhrlaub verstarb kinderlos und hinterließ den Hof seinem Patenkind Ernst Georg Uhrlaub, der den Hof an Alfred Wilhelm Kaemmerer verkaufte.
Nach dessen frühen Tod im Alter von nur 38 Jahren wurde der Ofenfabrikant Adam Hermann Wessely 1892 neuer Eigentümer des Gutes. Über den Alsterlauf ließ er sich aus Rade und Wiemerskamp Brennstoffe in Form von Holz und Torf nach Hamburg bringen. Wessely setzte sich sehr für die Verlängerung der geplanten S-Bahn Ohlsdorf-Poppenbüttel nach Duvenstedt bis nach Bad Segeberg ein. Nachdem klar war, dass diese nie gebaut werden würde, sorgte er 1897 gemeinsam mit den Gemeinden Duvenstedt und Lemsahl-Mellingstedt für den Bau einer Landstraße von Poppenbüttel über Wulksfelde an die Segeberger Chauss (Lehmsaler Landstraße - Poppenbütteler Chaussee - Lohe - Wulksfelder Damm).
1898 musste Wessely das Gut aus wirtschaftlichen Gründen verkaufen. Der neue Eigentümer Johann Paul Wilhelm Günther Ehlermann nahm sich schon nach kurzer Zeit aufgrund des drohenden Konkurses mit einer Schrotflinte auf dem Gutsgelände das Leben.

### 20. Jahrhundert
Hermann Lamprecht war durch die Erfindung eines von ihm patentierten Tropfenzählers für Flaschen zu Geld gekommen. 1900 erwarb er das Gut, das er bis zu seinem Tod 1909 leitete. Ihm folgte seine Frau Marie Lamprecht bis zu ihrem Tod 1928. 1925 ging das Gut in die „Herman und Marie Lamprecht Stiftung“ über und kurze Zeit später, 1928, wurde die Stiftung aufgrund finanzieller Schwierigkeiten in die Stiftung „Raues Haus“ überführt. Da es aber auch hier nicht gelang, das Gut rentabel zu bewirtschaften verkaufte man den Hof 1933 an den Tierfutterfabrikanten C. F. Günther oHG und seinen Neffen Hermann Feaux de Lacroix. Günther starb 1951. Seine Urne wurde im Wulksfelder Gutspark beigesetzt. De Lacroix plante im Nachkriegsbauboom der 50er Jahre auf den Ländereien nach Vorbildern der Gemeinden Glashütte und Harksheide eine große Wohnsiedlung.
1966 wurde das Gut von de Lacroix an die Stadt Hamburg verkauft, da Günthers Erben auf die Auszahlung ihres Erbteils drängten und die Stadt Hamburg die Flächen als Naherholungsbetrieb offen halten wollten. Es wurde mit dem Gut Wulfsdorf zum Staatsgut Wulfsdorf-Wulksfelde vereinigt. Die Leitung übernahm bis 1989 Karl-Walter Hermanns.

## Gegenwart

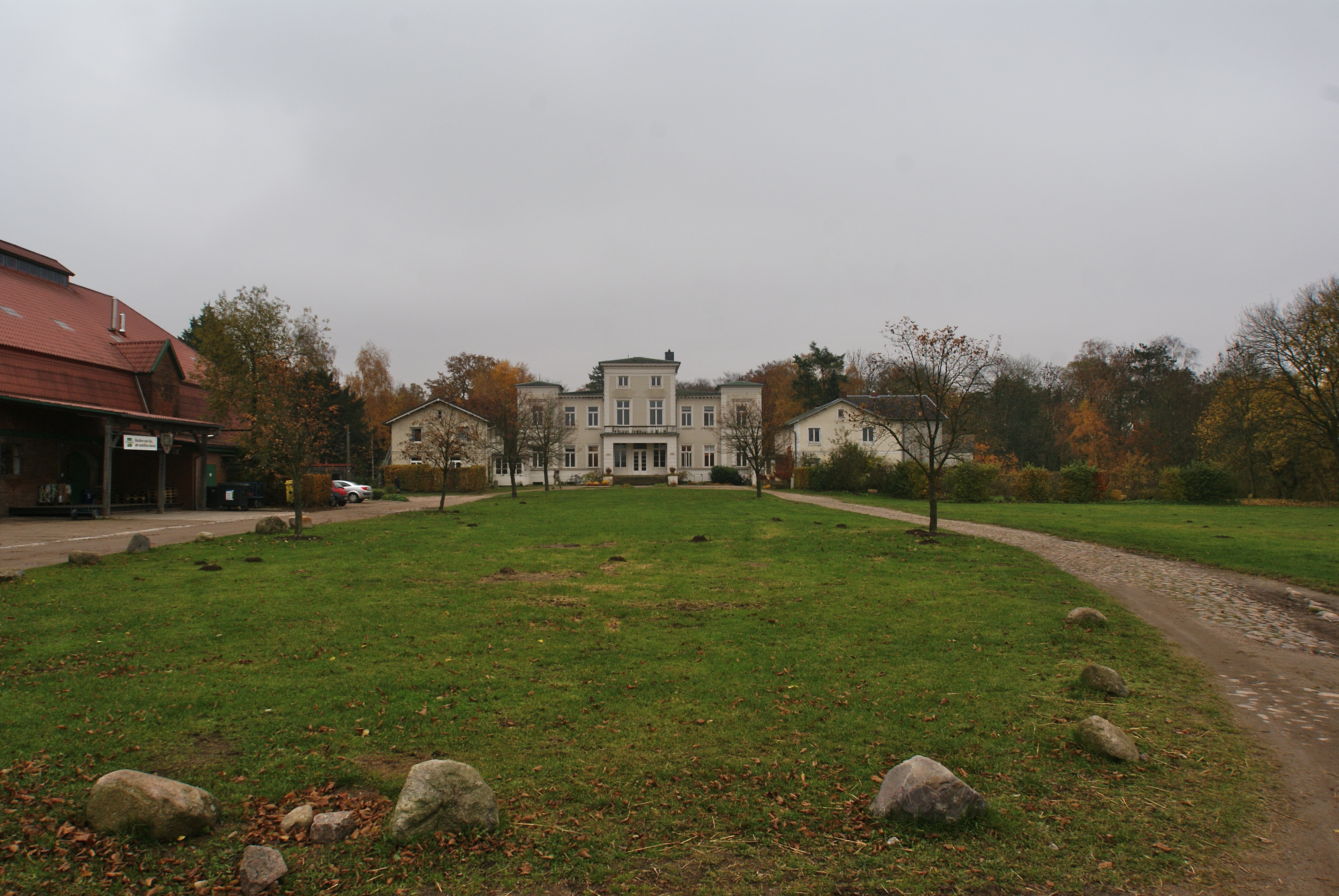
Hofanlage Wulksfelde (2010)

Seit 1989 verpachtet die Stadt Hamburg den zunächst sanierungsbedürftigen Gutshof und 267 ha Ländereien an eine Gruppe von 6 Personen, die dort einen ökologisch wirtschaftenden Betrieb aufbauen wollten.
Heute ist das Gut Wulksfelde ein florierender Bioland Hof und Schaubetrieb mit Landwirtschaft, Tierhaltung, Gärtnerei, Hofladen, Bäckerei, Lieferservice, Restaurant und Tiergarten. Durch einen Kooperationsvertrag mit dem Gut Steegen konnten 200 ha landwirtschaftlicher Flächen für den Getreideanbau der Bäckerei hinzugewonnen und die Rinderherde vergrößert werden. Das Gut beschäftigt um die 200 Mitarbeiter und ist ein beliebtes Ausflugsziel im Hamburger Norden.
Im April 2023 wurden zwei Stolpersteine in der Auffahrt zum Gut verlegt, die an eine Zwangsarbeiterin während des Zweiten Weltkrieges und ihre verhungerte Tochter erinnern (siehe Liste der Stolpersteine in Tangstedt (Stormarn)).